# 塞繆爾·貝克特橋
塞繆爾·貝克特橋（Samuel Beckett Bridge）是愛爾蘭共和國首都都柏林的一座斜拉橋，位於都柏林港區。設計者是聖地牙哥·卡拉特拉瓦，這也是他在該地區設計的第二座橋樑，第一座是詹姆斯·喬伊斯橋。